# バトマン
バトマン（トルコ語:Batman）またはバットマンは、トルコ共和国東部の 南東アナトリア地方のバトマン県にある都市。バトマン川 (en:Batman River) 沿いに位置している。元の地名はIluh（クルド語: Êlih）であったが、1957年に近くのバトマン川にちなんでバトマンと改名した。
このエリアは、伝統的にシリア系のキリスト教徒が多く住んでいる。紀元前500年より19世紀に至るまで、このエリアにはギリシア人、アッシリア人、リディア人、ユダヤ人、モアブ人、クシュ人、アルメニア人、サマリア人、ヌビア人、ヒクソス人、ガラテヤ人などが多数住んでいた。

## 歴史
1950年代までバトマンは人口3000人程度の小さな村であったが、1944年に鉄道が開通したほか、1930年代に油田が発見されて1955年に石油会社が精製所を開設して進出し、経済が成長し人口が増加した。近年は失業率が増加しており、観光産業への回帰も試みられている。